# 폰비진스카야역
폰비진스카야역(러시아어: Фонвизинская)은 모스크바 지하철 류블린스코 드미트롭스카야 선의 역이다. 2016년 9월 16일에 개장했다. 역명은 폰비진 거리에서 유래된 것으로, 이 거리는 18세기 러시아 극작가 데니스 폰비진의 이름을 따서 지어졌다.

## 역사
폰비진스카야 역은 2016년 9월 16일부터 영업을 시작하였다.

## 환승
폰비진스카야 역에서는 모스크바 모노레일 울리차 밀라셴코바 역으로 역 외부에서 환승이 가능하다.

## 사진

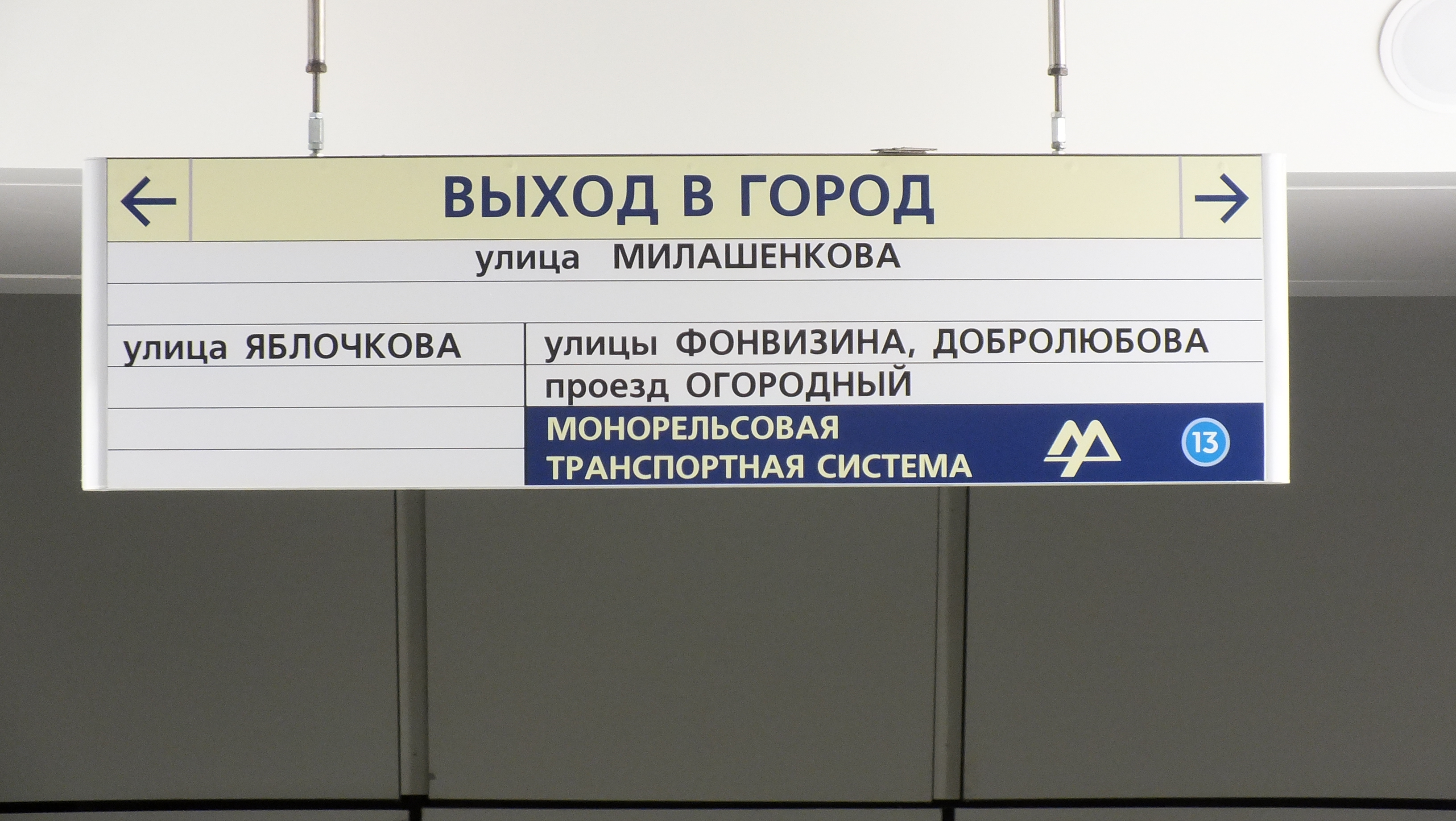
출구 표지판
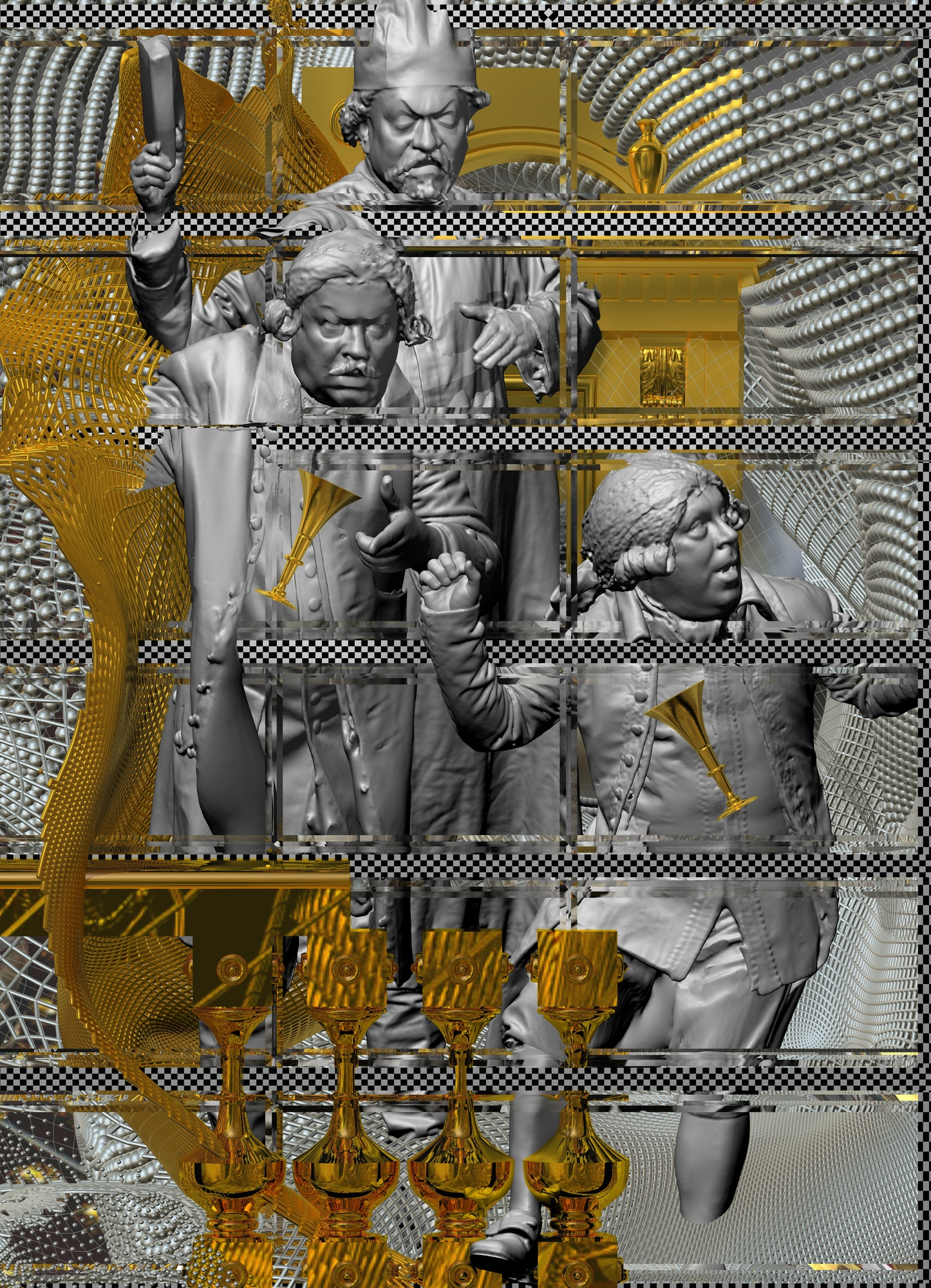
3d 렌더링 작품